# Capture the flag
Capture the flag (ook bekend als CTF) is een spelmodus voor computerspellen gebaseerd op het buitenspel vlaggenroof. 

## Opzet
Er zijn binnen deze spelmodus, meestal, twee teams met een eigen thuisbasis. In deze thuisbasissen staat een vlag die door het bijbehorende team moet worden verdedigd, terwijl hetzelfde team ook moet proberen de andere vlag te bemachtigen. De vijandelijke vlag moet gestolen worden en naar de thuisbasis gebracht worden, maar dit kan alleen als de eigen vlag er nog staat. Iedere keer als een team een vlag verovert, krijgt dit team een punt. Het team dat het benodigde aantal punten als eerste behaalt of in de afgesproken tijd de meeste punten behaalt, wint.

## Voorbeeld
Er zijn twee teams, het blauwe en het rode team. Het rode team heeft een rode vlag in haar basis en het blauwe team heeft, vanzelfsprekend, een blauwe vlag in haar basis. Het rode team moet proberen de rode vlag te verdedigen zodat het blauwe team geen punten krijgt. Tegelijkertijd moet het rode team de blauwe vlag stelen en naar hun eigen rode vlag brengen. Het blauwe team probeert exact hetzelfde, maar zij proberen de rode vlag te stelen.

## Varianten
Capture the flag is een spelmodus die weinig mogelijkheden tot variatie toelaat. Daarom hebben verschillende game-ontwikkelaars varianten van deze spelmodus ontworpen. Zo kent de PC-game Call of Duty een spelmodus die retrieval wordt genoemd. In deze mode is het de bedoeling om geheime documenten te bemachtigen van het vijandelijke team. De vlag wordt vervangen door deze geheime documenten. Het verschil is dat één team enkel hoeft aan te vallen, waar het andere team enkel hoeft te verdedigen.
In sommige spellen, zoals Unreal Tournament 2004 en Unreal Tournament 3, zijn voertuigen toegevoegd die gebruikt kunnen worden om de vlag te pakken.

## Spellen
Capture the flag komt vooral voor in first-person shooters, zoals:
- Jazz Jackrabbit 2
- Unreal Tournament
- Quake
- Call of Duty
- Soldier of Fortune
- Halo
- Combat Arms
- Kingpin: Life of Crime

Ook andere genres kennen de spelmodus capture the flag, zoals:
- Warcraft
- Verschillende MMORPG's zoals World of Warcraft en Warhammer Online
- Verschillende Mods van bestaande games.
- Verschillende kart-spellen.
- Minecraft